# 斯图尔特·罗萨
斯图尔特·艾伦·罗萨（Stuart Allen Roosa，1933年8月16日—1994年12月12日）曾是一位美国国家航空航天局的宇航员，执行过阿波罗14号任务。